# Chajim Laskov
Chajim Laskov (hebrejsky חיים לסקוב‎, ‎1919, Borisov – 8. prosince 1982) byl izraelský generál, který v letech 1951 až 1953 stál v čele izraelského vojenského letectva a posléze působil v letech 1958 až 1961 jako náčelník generálního štábu Izraelských obranných sil.

## Biografie
Narodil v Borisově v Běloruské sovětské socialistické republice v roce 1925 s rodiči přesídlil do britské mandátní Palestiny. Usadili se v Haifě, kde žili ve velmi nuzných poměrech. V roce 1930 jeho otce zabili Arabové.
Jako mladík se přidal k Haganě a sloužil v různých jednotkách, včetně Zvláštní noční skupiny vedené Orde Wingatem. Sloužil i jako osobní kurýr Ja'akova Doriho, který se později stal prvním náčelníkem generálního štábu izraelské armády. V roce 1940 vstoupil do Britské armády, aby se mohl bojovat ve druhé světové válce. Sloužil na různých místech; v řadách Židovské brigády se podílel na osvobozování Itálie.
Po skončení války zůstal v Evropě a podílel se na organizování nelegální aliji Židů do mandátní Palestiny. Zároveň se účastnil akcí jednotek Chulijot, při kterých byli vražděni nacisté spojení se zločiny proti Židům. Po svém návratu do mandátní Palestiny se znovu zapojil do činnosti Hagany a pracoval jako šéf bezpečnosti pro elektrárenskou společnost.

### Armádní kariéra
Po začátku izraelské války za nezávislost v roce 1948 měl na starosti přijímání nových rekrutů a jejich výcvik. Organizoval i první důstojnický kurz. S absolventy tohoto kurzu poté bojoval u Latrunu během operace Nachšon. V květnu 1948 se Laskov do Latrunu vrátil jako velitel prvního obrněného praporu, který bojoval společně se 7. brigádou. Během operací Dekel a Chiram už velel celé brigádě a účastnil se řady bitev o kontrolu nad Galileou. V červenci téhož roku se vrátil zpět k výcviku nováčků, nyní již v hodnosti generálmajora.
Ačkoliv nikdy nebyl pilotem, byl v roce 1951 jmenován velitelem izraelského vojenského letectva. Během jeho působení byly do vojenského letectva začleněny letouny Gloster Meteor, první proudový stíhací letoun v izraelských dějinách. Po opuštění funkce velitele letectva v roce 1953 zároveň opustil i armádu a odjel do Spojeného království studovat filozofii, ekonomii a politické vědy. V této zemi navíc získal dodatečný branný výcvik.
Do Izraele se vrátil v roce 1955 a byl jmenován zástupcem náčelníka generálního štábu a starším štábním důstojníkem, ale po řadě profesionálních sporů s Moše Dajanem byl degradován do funkce velitele obrněného sboru. Během sinajské války v roce 1956 velel 77. divizi operující na frontě v Rafáh-El-Aríš-Kantara. Poté, co velitel jižního velitelství armády Asaf Simchoni zahynul při letecké havárii, byl na jeho místo jmenován Laskov. Z titulu své funkce dohlížel na stahování izraelských jednotek ze Sinajského poloostrova.

#### Náčelník Generálního štábu

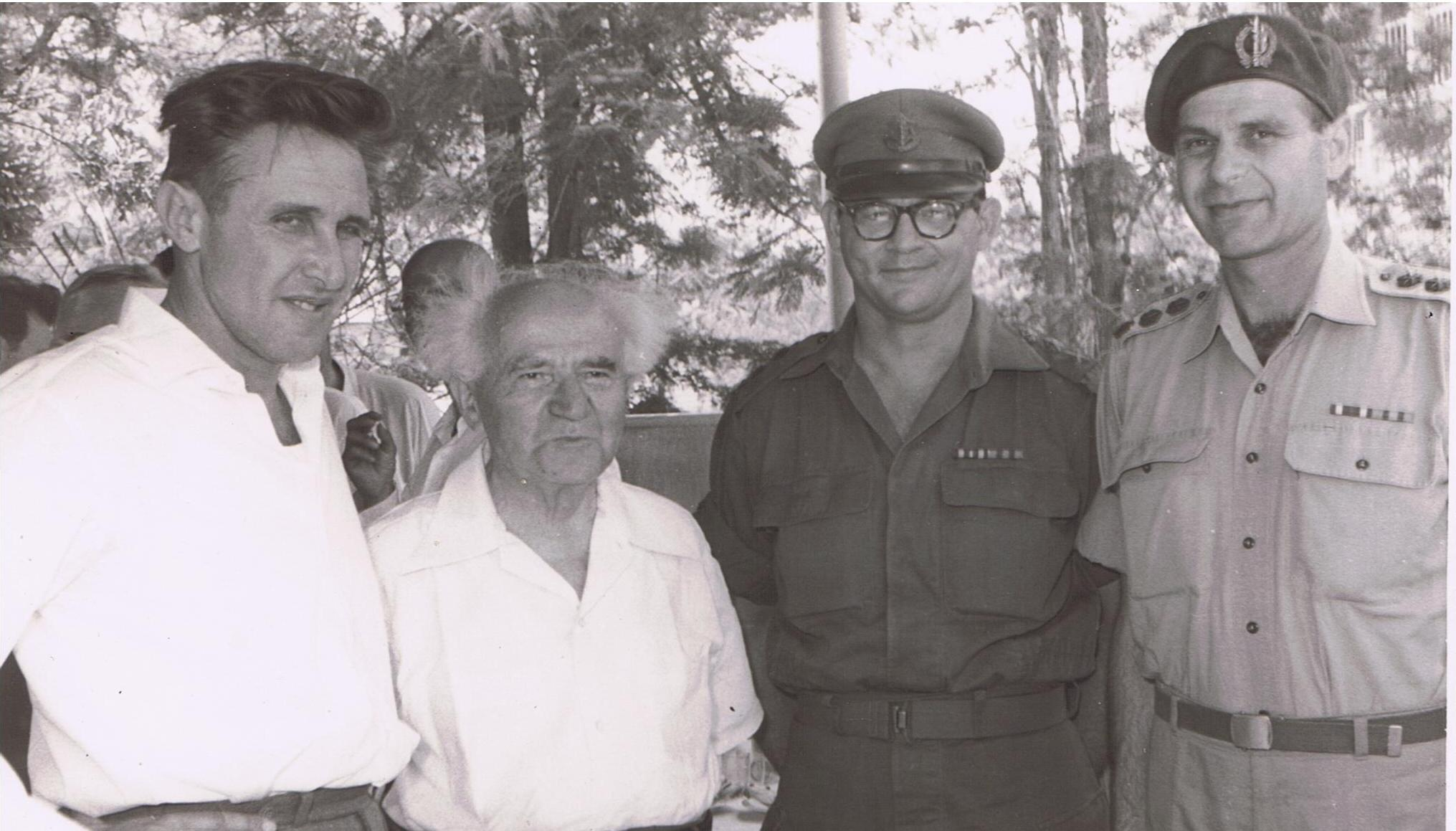
Laskov (druhý zprava) a premiér David Ben Gurion (druhý zleva), 1959

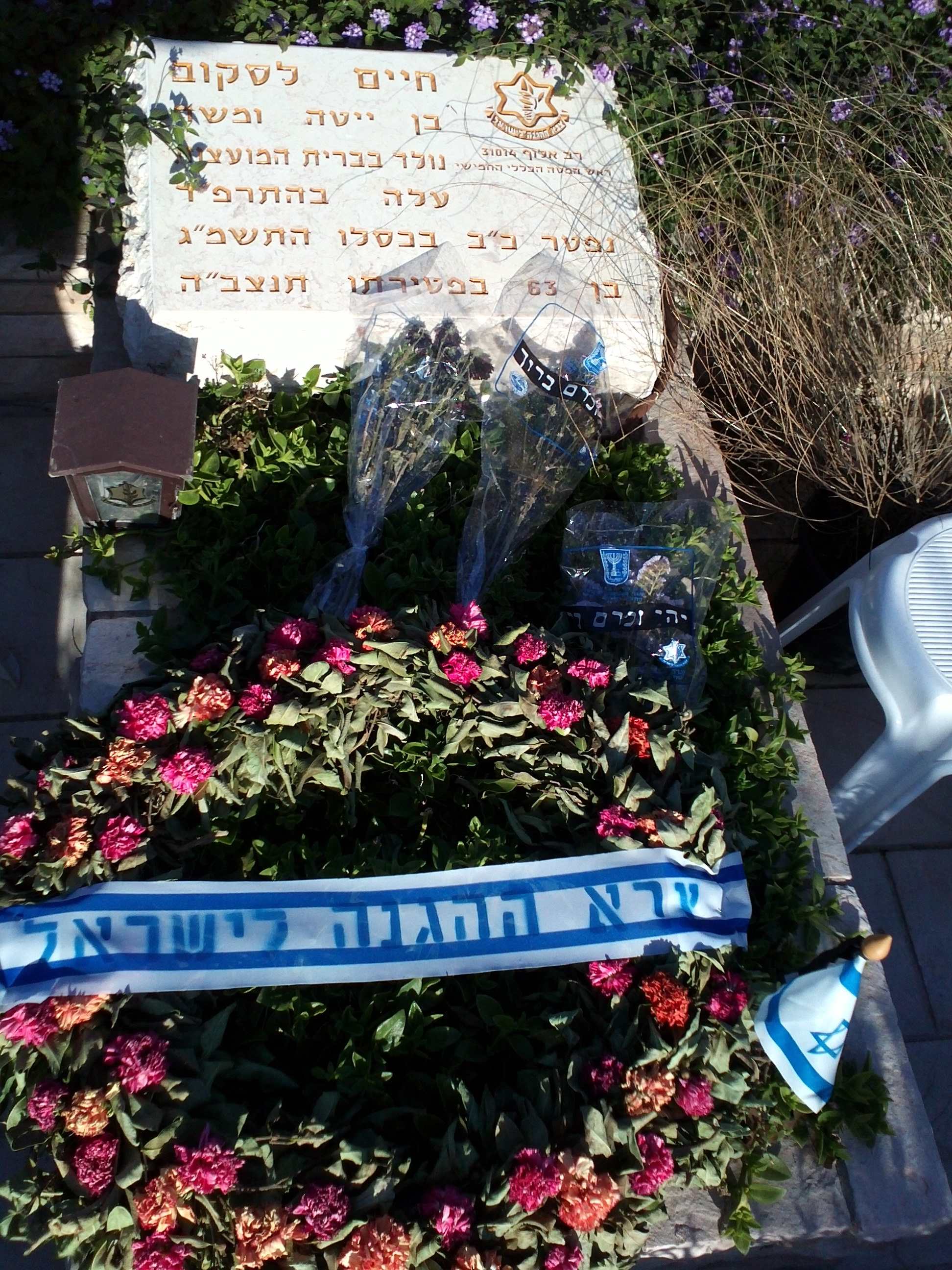
Laskovův hrob na hřbitově Kirjat Ša'ul

V roce 1958 byl Laskov jmenován náčelníkem generálního štábu, kde nahradil Moše Dajana. Do funkce na nastupoval v době, kdy docházelo k postupnému sbližování Egypta a Sýrii vedoucí ke vzniku Sjednocené arabské republiky 31. ledna téhož roku. O dva měsíce později, 30. března došlo k těžké dělostřelecké palbě přes Galilejské jezero. Přestřelka probíhala dva dny dokud nebylo dosaženo zastavení palby.
Dne 24. dubna 1958 uspořádal obrovskou vojenskou přehlídku v Jeruzalémě k desátému výročí izraelské samostatnosti. Přehlídka se konala navzdory varování Jordánska, že to bude považováno za útočný čin. Během této přehlídky byla předvedena nejnovější izraelská výstroj, včetně zbraní ukořistěných Egyptu na Sinaji a Sýrii během bojů v Chulském údolí.
Dne 6. listopadu 1958 byli izraelští pracovníci vypouštějící Chulské jezero ostřelováni syrským dělostřelectvem. Izraelské dělostřelectvo na Laskovův rozkaz palbu opětovalo. Napětí mezi Izraelem a Sýrií ale pokračovalo i nadále; 31. ledna 1959 zaútočily izraelské jednotky na syrskou vesnici Tawfik ležící nad Galilejským jezerem. Jako důvod operace bylo uváděno, že vesnice je syrskou armádou využívána pro ostřelování izraelského území. Během akce zahynuli tři izraelští vojáci.
Období, ve kterém Laskov svou funkci do roku 1961 vykonával bylo relativně klidné a narušené pouze občasnými srážkami se Sýrií. Během svého funkčního období se zaměřil na posílení izraelské armády; do výzbroje námořnictva byla zavedena ponorka a letectvo získalo proudová letadla Extra Mystére. Těsně před odchodem Laskova z funkce oznámil izraelský ministerský předseda David Ben Gurion, že jeho země staví poblíž pouštního města Dimona jaderný reaktor určený pro mírové účely.

### Civilní kariéra
V roce 1961 byl Laskov jmenován Generálním ředitelem Správy přístavů. Během jeho působení byla postavena hlavní část přístavu v Ašdodu. Kromě toho zabýval též psaním vojenských příruček a psal články do armádních časopisů. V roce 1972 se stal prvním vojenským ombudsmanem a na tomto postu setrval dalších více než deset let až do své smrti. V roce 1973 se účastnil práce v Agranatově komisi vyšetřující příčiny izraelského armádního a zpravodajského selhání před jomkipurskou válkou.